# Ninia
Ninia – rodzaj węży z podrodziny ślimaczarzy (Dipsadinae) w rodzinie połozowatych (Colubridae).

## Zasięg występowania
Rodzaj obejmuje gatunki występujące w Meksyku, Belize, Gwatemali, Salwadorze, Hondurasie, Nikaragui, Kostaryce, Panamie, Kolumbii, Wenezueli, na Trynidadzie, w Gujanie, Brazylii, Ekwadorze i Peru, być może także w Surinamie.

## Systematyka

### Etymologia
- Ninia: etymologia nieznana, autorzy nie wyjaśnili znaczenia nazwy rodzajowej[2].
- Streptophorus: gr. στρεπτοφορος streptophoros „noszący naszyjnik”, od στρεπτος streptos „naszyjnik”, od στρεφω strephō „skręcać, przekręcać”; -φορος -phoros „noszący”, od φερω pherō „nosić”[3]. Gatunek typowy: Streptophorus sebae A.M.C. Duméril, Bibron & A.H.A. Duméril, 1854.

### Podział systematyczny
Do rodzaju należą następujące gatunki:
- Ninia atrata (Hallowell, 1845)
- Ninia celata Mccranie & Wilson, 1995
- Ninia diademata Baird & Girard, 1853
- Ninia espinali Mccranie & Wilson, 1995
- Ninia franciscoi Angarita-Sierra, 2014
- Ninia guytudori Arteaga & Harris, 2023
- Ninia hudsoni Parker, 1940
- Ninia maculata (Peters, 1861)
- Ninia pavimentata (Bocourt, 1883)
- Ninia psephota (Cope, 1875)
- Ninia schmidti (Jan, 1862)
- Ninia sebae (A.M.C. Duméril, Bibron & A.H.A. Duméril, 1854)
- Ninia teresitae Angarita-Sierra & Lynch, 2017